# Współczynnik Giniego
Współczynnik Giniego, także wskaźnik Giniego lub indeks Giniego – stosowana w statystyce miara koncentracji (nierównomierności) rozkładu zmiennej losowej. W ekonomii miara stopnia nierówności dochodowej lub majątkowej.
Nazwa współczynnika pochodzi od nazwiska jego twórcy, włoskiego statystyka Corrado Giniego.

## Definicja
Jeżeli obserwacje {\displaystyle y_{i}} są uporządkowane w kolejności rosnącej, wówczas współczynnik Giniego wyraża się wzorem:
{\displaystyle G(y)={\frac {\sum _{i=1}^{n}(2i-n-1)y_{i}}{{n^{2}}{\overline {y}}}},}
gdzie {\displaystyle y_{i}} to wartość i-tej obserwacji (np. dochód i-tego gospodarstwa domowego), a {\displaystyle {\overline {y}}} to średnia wartość wszystkich obserwacji {\displaystyle y_{i}} (np. przeciętny dochód gospodarstw domowych), czyli:
{\displaystyle {\overline {y}}={\frac {1}{n}}\sum _{i=1}^{n}{y_{i}}.}

### Interpretacja graficzna

Jeżeli bok kwadratu ma długość 1, to wskaźnik Giniego jest równy podwojonemu polu obszaru a.

Współczynnik Giniego stanowi dwukrotność pola obszaru pomiędzy krzywą Lorenza a przekątną kwadratu jednostkowego. W przypadku gdy bok kwadratu jest różny od 1 (krzywa Lorenza jest nieznormalizowana), wzór przyjmuje postać:
{\displaystyle G={\frac {a}{a+b}},}
gdzie {\displaystyle a} to pole wspomnianego wcześniej obszaru, a {\displaystyle b} to pole jego dopełnienia do trójkąta.

### Własności
- współczynnik Giniego przyjmuje wartości z przedziału [0; 1], często jednak wyraża się go w procentach,
- wartość zerowa współczynnika wskazuje na pełną równomierność rozkładu,
- wzrost wartości współczynnika oznacza wzrost nierówności rozkładu,
- współczynnik Giniego przyjąłby wartość 1, gdyby tylko jedna obserwacja uzyskała dodatnią wartość zmiennej (na przykład tylko jedno gospodarstwo domowe posiadało dochody) przy nieskończonej liczbie obserwacji.

## Zastosowanie w ekonomii

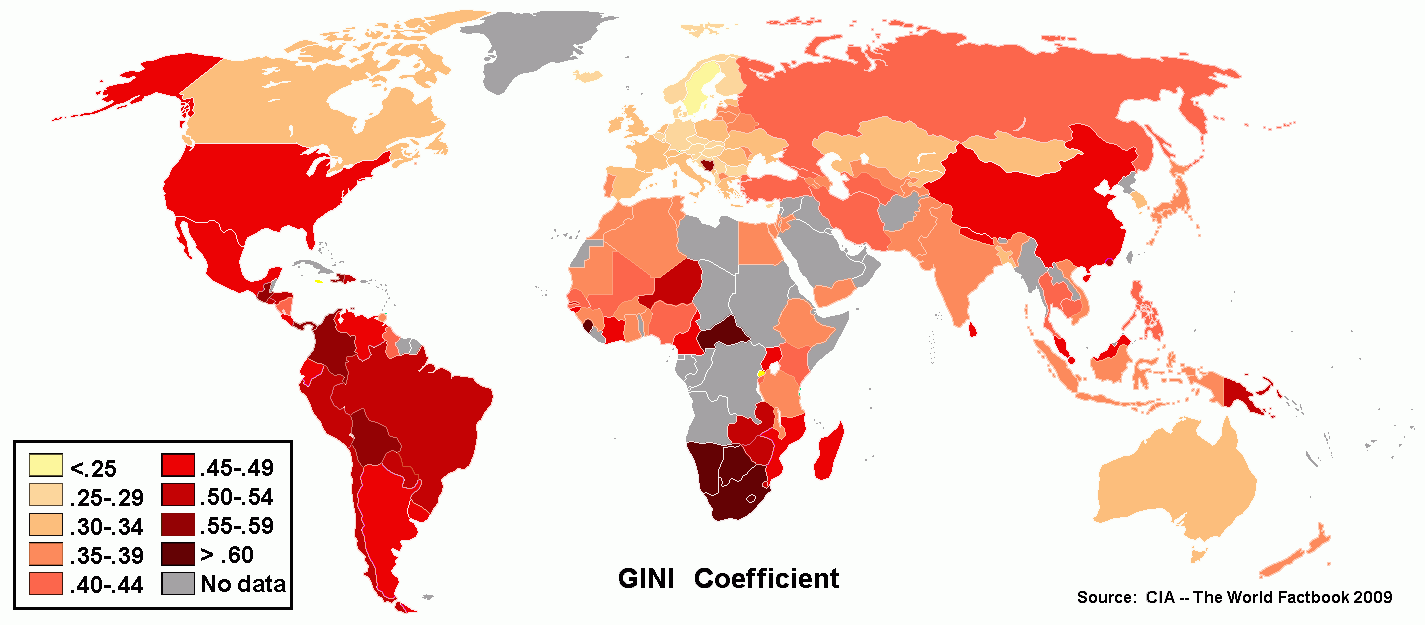
Bordowym kolorem oznaczono kraje o najwyższym współczynniku, słomkowym zaś Szwecję, gdzie występuje najmniejsze rozwarstwienie dochodów na świecie (grafika opracowana na podstawie danych z lat 1989–2009)

W ekonomii współczynnik Giniego nazywany jest wskaźnikiem nierówności społecznej i stosowany do liczbowego wyrażania nierównomiernego rozkładu dóbr, zwłaszcza dochodu (na przykład gospodarstw domowych).

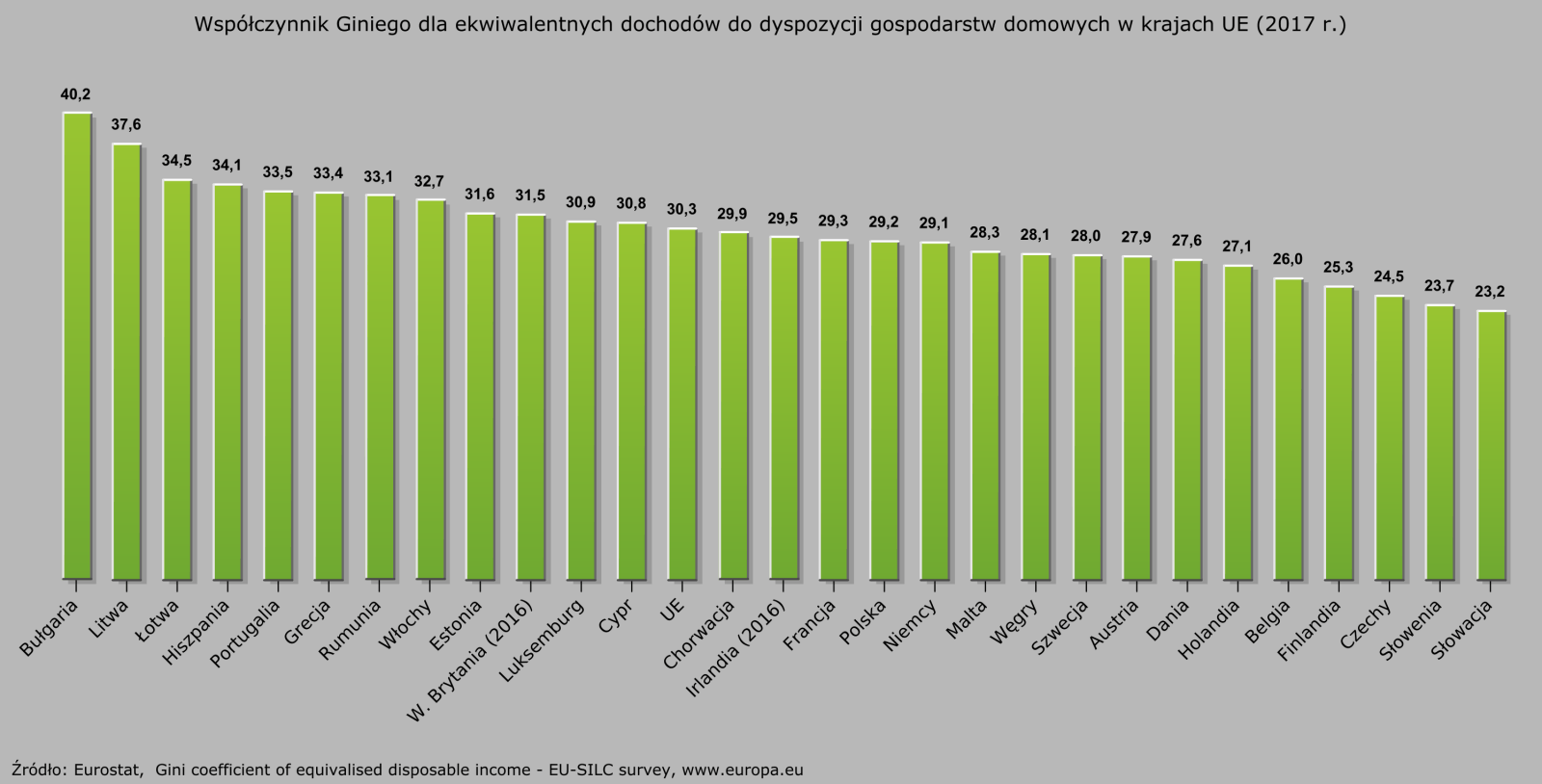

Wskaźnik Giniego, oparty na krzywej Lorenza, pokazuje nierówności w dochodach danego społeczeństwa – należy interpretować go w ten sposób, że im jest wyższy, tym nierówności w dochodach gospodarstw domowych w danym państwie są większe. Jego wartość wynosi od 0 (sytuacja, w której wszystkie gospodarstwa domowe uzyskują takie same dochody) do 1 (jedno gospodarstwo domowe uzyskuje dochody całego państwa). W państwach rozwiniętych gospodarczo wartość wskaźnika Giniego wynosi ok. 0,3.
W Polsce w 2008 roku jego wartość kształtowała się na poziomie 0,34. Od początku lat 90. obserwowano jej systematyczny wzrost, jednak potem tendencja ta uległa odwróceniu, a współczynnik Giniego spadał w Polsce w latach 2009–2013 z poziomu 0,313 do 0,299. Według raportu Ministerstwa Finansów opracowanego na podstawie zeznań PIT i danych ZUS z 2016 roku współczynnik Giniego w Polsce dla dochodów brutto – przed uwzględnieniem m.in. transferów publicznych – wyniósł 0,53 (z uwzględnieniem podatników o zerowych dochodach) i 0,51 (z wyłączeniem podatników o zerowych dochodach).